# 厚皮哈青杨
厚皮哈青杨（学名：Populus charbinensis var. pachydermis）为杨柳科杨属下的一个变种。

## 扩展阅读
- 維基物種上的相關：厚皮哈青杨